# Џема Артертон
Џема Артертон (енгл. Gemma Arterton; Грејвсенд, 2. фебруар 1986) енглеска је глумица.
Рођена је као Џема Кристина Артертон у Грејвсенду као старија кћерка Сали-Ен (девојачко Хип) и Барија Артертона. Родитељи су јој се развели када је имала пет година, а њен отац се поново оженио 1996. године. Рођена је са полидактилијом.

## Филмографија
| Улоге  |                                  |               |                 |          |
| Година | Српски назив                     | Изворни назив | Улога           | Напомена |
| 2007.  |                                  |               | Лиза            | ТВ филм  |
| 2007.  |                                  |               | Кели Џоунс      |          |
| 2008.  |                                  |               | Френки Касиди   |          |
| 2008.  |                                  |               | Џун             |          |
| 2008.  | Зрно утехе                       |               | Стробери Филдс  |          |
| 2009.  |                                  |               | Десири          |          |
| 2009.  |                                  |               | Кели Џоунс      |          |
| 2010.  | Борба титана                     |               | Ија             |          |
| 2010.  |                                  |               | Алис Крид       |          |
| 2010.  |                                  |               | принцеза Тамина |          |
| 2010.  |                                  |               | Тамара Дру      |          |
| 2013.  | Ивица и Марица: Ловци на вештице |               | Марица          |          |
| 2019.  | Случајни детективи               |               | Грејс Балард    |          |
| 2021.  | Кингсман: Почетак                |               | Поли Вилкинс    |          |